# Lubnica (Zaječar)
Pour les articles homonymes, voir Lubnica.
Lubnica (en serbe cyrillique : Лубница) est un village de Serbie situé sur le territoire de la ville de Zaječar, district de Zaječar. Au recensement de 2011, il comptait 814 habitants.

## Démographie

### Évolution historique de la population
| 1948  | 1953  | 1961  | 1971  | 1981  | 1991  | 2002  | 2011 |
| ----- | ----- | ----- | ----- | ----- | ----- | ----- | ---- |
| 2 020 | 1 944 | 2 176 | 2 004 | 1 664 | 1 452 | 1 052 | 814  |

|  |